# Saint-Julien-la-Genête
 Saint-Julien-la-Genête  es una comuna (municipio) de Francia, en la región de Lemosín, departamento de Creuse, en el distrito de Aubusson, en el cantón de Évaux-les-Bains.
Su población en el censo de 1999 era de 213 habitantes.
Está integrada en la Communauté de communes d’Évaux-les-Bains et de Chambon-sur-Voueize.

## Demografía
| 215 | 262 | 216 | 186 | 211 | 213 |
| Para los censos de 1962 a 1999 la población legal corresponde a la población sin duplicidades (Fuente: INSEE [Consultar]) |     |     |     |     |     |